# Third (소프트 머신의 음반)
| 전문가 평가                   | 전문가 평가 |
| 평가 점수                     | 평가 점수   |
| 출처                          | 점수        |
| ----------------------------- | ----------- |
| AllMusic                      | [ 3 ]       |
| Christgau's Record Guide      | B           |
| Encyclopedia of Popular Music | [ 5 ]       |

《Third》는 영국의 록 밴드 소프트 머신의 세 번째 스튜디오 음반으로, 1970년에 오리지널 더블 LP로 발매되었으며, 오리지널 바이닐의 각 면은 개별 트랙 타이틀이 없는 싱글 모음곡으로 구성되어 있다.

## 배경
《Third》는 소프트 머신이 그들의 경력 동안 음악 장르에서 가장 주요한 변화를 이루면서 사이키델릭 음악에서 재즈로의 전환을 완료했으며, 밴드의 멤버 키보드의 마이크 래틀리지, 드럼의 로버트 와이어트, 베이스의 휴 호퍼, 색소폰의 엘튼 딘 사이의 상호 작용을 특징으로 하는 캔터베리 신의 중요한 이정표이다.
린 돕슨은 색소폰과 플루트에 〈Facelift〉를 참여하며, 비록 그가 추가 연주자로 인정 받지만, 그가 밴드의 정식 멤버(당시 5인조)였을 때 녹음되었다. 지미 헤이스팅스(카라반의 파이 헤이스팅스의 형제)는 플루트와 클라리넷에 상당한 기여를 했고, 프리 재즈 바이올리니스트 랍 스폴(당시 시간제 앙상블 어메이징 밴드의 와이어트 밴드 동료)은 코다에서 〈Moon in June〉에, 닉 에번스(짧은 셉텟의 화신 기간 동안 밴드의 멤버)는 〈Slightly All the Time〉과 〈Out-Bloody-Rageous〉에 잠깐 참여했다.

## 녹음
《Third》의 원곡은 라이브 녹음의 테이프 쉬익 소리와 갑작스러운 편집 등 정제되지 않은 음질을 가지고 있었다.  〈Slightly All the Time〉과 〈Out-Bloody-Rageous〉는 이 음반에서 가장 직접적인 트랙으로, 다음 음반에서 더 탐구될 재즈 록 사운드를 대표한다.
〈Facelift〉는 가장 급진적인 곡이다. 이 음반의 버전은 1970년 1월 4일 크로이든의 페어필드 홀스에서 라이브로 녹음되었으며, 1970년 1월 11일 버밍엄의 마더스 클럽에서의 짧은 섹션과 1969년 《Spaced》 프로젝트의 일부 녹음으로 녹음되었다. 완제품의 많은 부분이 기본적으로 라이브 녹음이지만, 테이프 콜라주와 속도 향상, 속도 저하, 루프링 및 테이프 뒤로 재생이 수반되었다. 마지막 부분은 가장 기억에 남는 부분으로, 동일한 기본 리프의 두 가지 다른 처리가 동시에 들린다(《Spaced》에서 하나는 라이브 콘서트에서, 다른 하나는 2배속). 5곡으로 구성된 라인업 당시, 〈Facelift〉는 일반적으로 플루트, 보컬, 하모니카에 대한 린 돕슨의 솔로 즉흥연주와 쇼케이스로 확장되었다.
〈Slightly All the Time〉은 래틀리지의 〈Backwards〉와 호퍼의 〈Noisette〉를 포함한 다양한 기악 곡들의 메들리이다. 〈Backwards〉는 이후 동료 캔터베리 신 밴드 카라반의 1973년 음반 《For Girls Who Grow Plump in the Night》에 〈A-Hunting We Shall Go〉 메들리의 일부로 등장했다.

## 곡 목록
| #  | 제목                             | 작사·작곡       | 재생 시간 |
| -- | -------------------------------- | --------------- | --------- |
| 1. | 〈Facelift (기악)〉              | 휴 호퍼         | 18:45     |
| 2. | 〈Slightly All the Time (기악)〉 | 마이크 래틀리지 | 18:12     |
| 3. | 〈Moon in June〉                 | 로버트 와이어트 | 19:08     |
| 4. | 〈Out-Bloody-Rageous (기악)〉    | 래틀리지        | 19:10     |